# Graham McRae
Pour les articles homonymes, voir McRae.
Graham McRae, né le 5 mars 1940 à Wellington et mort le 4 août 2021, est un pilote automobile néo-zélandais de courses sur circuits à bord de monoplaces.

## Biographie
Il commence sa carrière en 1968 en Tasman Series, et la termine en 1987 en CART IndyCar World Series.
Il ne dispute qu'une seule course de Formule 1 en championnat du monde, sur une Iso Marlboro FX3B-Cosworth engagée par Frank Williams au Grand Prix de Grande-Bretagne 1973. Il dispute aussi les 500 miles d'Indianapolis 1973, sur Eagle-Offenhauser.

## Palmarès

### Titres

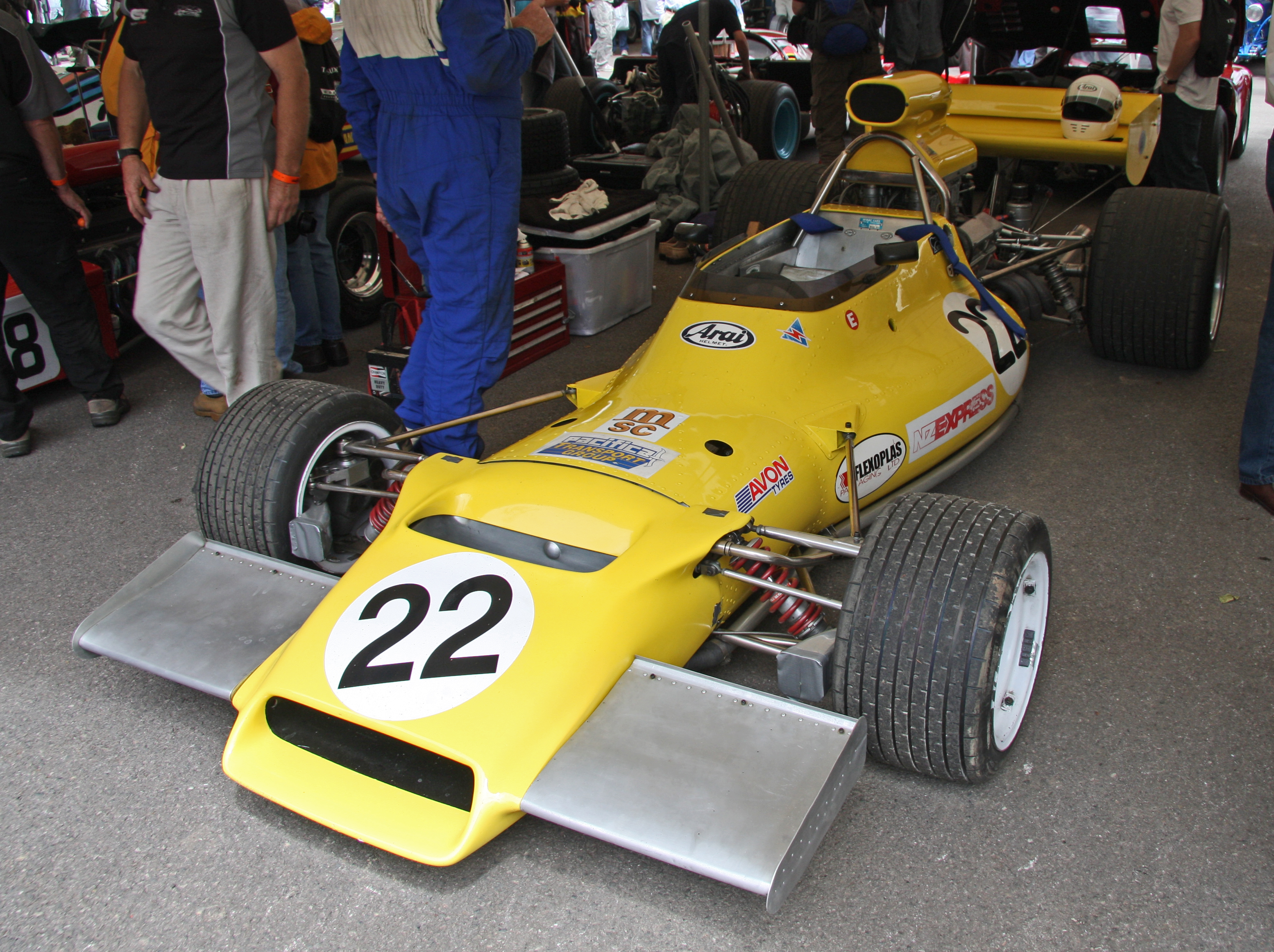
Une McRae-Chevrolet GM1.

- Champion 1,5 L. de Nouvelle-Zélande : 1969, sur McRae (2e en 1970) ;
- Champion Gold Star de Nouvelle-Zélande : 1970, sur McLaren-Chevrolet-Traco ;
- Formule Tasmane : 1971, 1972 et 1973, sur McLaren M10B, puis Leda GM1, et enfin McRae, à moteurs Chevrolet ;
- SCCA Formule 5000 (US) : 1972, sur Leda et McRae GM1 ;
- Championnat d'Australie des pilotes : 1978, sur McRae-GM3 Chevrolet (F1 australienne, team Thomson Motor Auctions) ;
- 3e du Championnat britannique et d'Europe Formule 5000, en 1972 sur Leda LT27 et McRae GM1 à moteur Chevrolet (6e en 1970 et 1971) ;

### Distinction
- Rookie of the Year à l'Indy 500 1973.

### Victoires notables
- Grand Prix d'Australie (alors en F5000) : 1972 (sur Leda-Chevrolet), 1973 et 1978 (sur McRae-Chevrolet ; victoire également à Calder (en) pour le championnat australien de F1 la même année)b;
- SCCAF5000 : Laguna Seca, Watkins Glen, Road America et Riverside (lors de son unique saison)[3];
- Championnat britannique (et d'Europe) F5000 (10 victoires) : Brands Hatch (1970) ; Mallory Park, Thruxton et Snetterton (1971) ; Brands Hatch 1 et 2, Nivelles, Silverstone et Outton Park (1972), Mallory Park (1973)[4].

## Résultats en championnat du monde de Formule 1
| Saison | Écurie       | Châssis | Moteur      | Pneus     | GP disputé      | Qualification | Résultat | Championnat |
| ------ | ------------ | ------- | ----------- | --------- | --------------- | ------------- | -------- | ----------- |
| 1973   | Iso Marlboro | FX3B    | Cosworth V8 | Firestone | Grande-Bretagne | 28e           | Abandon  | non-classé  |